# Tajna Drużyna Harcerska Mury
Tajna (Żeńska) Drużyna Harcerska „Mury” (właściwie: Tajna Drużyna Harcerek Starszych „Mury”) – powstała w 1941 roku w obozie koncentracyjnym Ravensbrück.
Drużynę założyły: Józefa Kantor, Maria Rydarowska oraz Zofia Janczy. Drużyna przyjęła nazwę Mury – oznaczała ona oddzielenie się od trudnej obozowej rzeczywistości.
Początkowo w drużynie działały 3 zastępy, w każdym po 5-6 osób. Zastępy nie znały się ze sobą, każdy z nich pracował samodzielnie. Nazwy zastępów nawiązywały do nazwy drużyny, i określały elementy niezbędne do tego aby Mur był trwały i silny, były to kolejno: Cegły, Cementy, Fundamenty, Kamienie, Kielnie, Wody, Żwiry.
Po pewnym czasie, gdy zastępowe poznały swoje harcerki, odbyło się spotkanie drużyny. Do tajnej drużyny należały nie tylko przedwojenne harcerki. Przyjmowano też nowe ochotniczki. W kwietniu 1945 stan drużyny wynosił już 102 harcerki.
Praca członków drużyny skupiała się na pomocy potrzebującym – organizowaniu jedzenia, leków. Oprócz pomocy materialnej, była to także codzienna pomoc w pracy, a także oddziaływanie na innych pogodą ducha i uśmiechem.
Podczas działalności w obozie, harcerki prowadziły działalność zaliczaną do ruchu oporu. Działalność ta przejawiała się w m.in. działalności artystycznej, literackiej, religijnej, sabotażowej oraz ucieczkach z obozu.
Harcerki posiadały sztandar, znaleziony prawdopodobnie przy sortowaniu rzeczy zagrabionych przez hitlerowców. Był to sztandar 13 Warszawskiej Drużyny Harcerskiej im. Zofii Wocalewskiej. Sztandar był skrzętnie ukrywany – przetrwał wszystkie kontrole i rewizje, po uwolnieniu, razem z harcerkami, dopłynął do Szwecji.
Aktualnie w Polsce istnieje kilka drużyn nawiązujących do działalności harcerek w Obozie Koncentracyjnym Ravensbrück, m.in.:
- XXX Drużyna Harcerska „Mury” – Hufiec ZHP Szczecin-Pogodno,
- 6 drużyna harcerek „Mury” z Żor,
- 44 szczecińska drużyna harcerzy „Mury” (ZHR),
- 9 Drużyna Harcerek „DUKT-Wiklina” im. Konspiracyjnej Drużyny Harcerek „Mury” W Ravensbrück (ZHR),
- 12 Lubelska Drużyna Harcerek „Brzeg” im. Murów z Ravensbrück (ZHR)
- 20 Ursynowska Drużyna Harcerek „Mury” im. Józefy Kantor „Ziuta” (ZHR)
- 89 Turystyczna Drużyna Wielopoziomowa „Advenis” im. Tajnej Drużyny Harcerek Starszych „Mury” z Ravensbrück
- 33 Łódzka Drużyna Harcerek „Polaris” im. Marii „Rysi” Masłowskiej – Hufiec Łódź Polesie
- 11 Gdańska Drużyna Starszoharcerska „Cegły” im. Anny Burdówny w Trąbkach Wielkich - Hufiec ZHP Gdańsk-Śródmieście im. Alfa Liczmańskiego
- 1 Włodawska Drużyna Harcerek „Czeremcha” im. Henryki Bartnickiej-Tajchert (ZHR)
- 35 Toruńska Drużyna Harcerska „Ignis” im. Józefy Kantor (ZHP)
- 40 Wałbrzyska Drużyna Harcerska „Qpiątka” im. KDH „Mury”
- 96 Katowicka Drużyna Wędrownicza „Drachy” im. Harcerek z Ravensbrück (ZHP)
- 14 Wrocławska Drużyna Harcerek „Połonina” im. Józefy Kantor